# Puerto Esteban
Puerto Esteban (en inglés: Port Stephens) es un asentamiento en la Isla Gran Malvina, Islas Malvinas. Se encuentra en el extremo oeste del sur de la isla, cerca de la punta Serena y el cabo Belgrano.
Hasta hace poco, era una de las estaciones de ovejas más grandes del monopolio de la Falkland Islands Company. En 1989, la Compañía divide la finca en 5 unidades que fueron compradas todas por antiguos empleados. Puerto Esteban es una de las cinco secciones de la granja original de Puerto Esteban Antiguo y es propiedad de Peter y Ann Robertson. Mientras que el puerto está protegido, el área circundante es frecuentemente maltratada por las tormentas antárticas. La ubicación es muy resistente, y que se consideran entre los más pintorescos en las Malvinas. Hay una cabaña con cocina en el pueblo con acceso a las colonias de pingüinos y paisajes espectaculares.
Fue uno de los pocos asentamientos que no han sido visitados o guarnecida por los militares argentinos en la Guerra de Malvinas.
Cerca de allí, miles de aves, incluyendo el pingüino de penacho y los cormoranes se crían en la costa.